# Pont de Zhaozhou
Le pont de Zhaozhou, pont d'Anji  (Anji qiao), ou pont de Zhaoxian, achevé vers l'an 605, est considéré comme le pont en maçonnerie à arc segmentaire (à voûte surbaissée) et à tympan ouvert le plus ancien du monde. C'est également le plus ancien pont de Chine encore debout. Il est situé dans le district de Zhao de la ville-préfecture de Shijiazhuang, dans la province du Hebei.

## Sinogrammes
- pont de Zhaozhou (chinois simplifié : 赵州桥 ; chinois traditionnel : 趙州橋 ; pinyin : Zhàozhōu Qiáo)
- pont d'Anji (chinois simplifié : 安济桥 ; chinois traditionnel : 安濟橋 ; pinyin : Ānjì Qiáo)

## Description
Le pont d'Anji, construit par Li Chun en 606-618, est fait d'une seule arche, surbaissée, de 37,47 m d'ouverture. La flèche mesure 7,24 m. De chaque côté, deux petits arcs d'épaulement et de décharge ont pour fonction d'alléger la structure et de permettre le passage des eaux en cas de crue. La largeur du pont est de 9,6 m aux extrémités et 9,2 au centre. Une balustrade borde chaque côté.

## Influences
L'architecture du pont d'Anji a influencé la construction des ponts de l'époque Sui et Tang. On le note en particulier sur le pont Jimei, dans le même district.